# Lista dos treinadores vencedores do Campeonato Paulista de Futebol
Esta é uma lista com os treinadores que conquistaram o Campeonato Paulista de Futebol. Desde o início da era profissional, em 1933, o Campeonato Paulista consagrou 47 diferentes técnicos campeões paulistas. O primeiro a vencer no profissionalismo foi o uruguaio Humberto Cabelli, em 1933, Abel Ferreira, em 2024, foi o último e Vanderlei Luxemburgo é o treinador mais vitorioso da competição, com 9 conquistas.

## Por ano
| Ano  | Treinador            | Clube            |
| ---- | -------------------- | ---------------- |
| 1933 | Humberto Cabelli     | Palestra Itália  |
| 1934 | Humberto Cabelli     | Palestra Itália  |
| 1935 | Bilú                 | Santos           |
| 1935 | Elísio Ferreira      | Portuguesa       |
| 1936 | Matturio Fabbi       | Palestra Itália  |
| 1936 | Elísio Ferreira      | Portuguesa       |
| 1937 | Neco                 | Corinthians      |
| 1938 | Armando Del Debbio   | Corinthians      |
| 1939 | Armando Del Debbio   | Corinthians      |
| 1940 | Caetano de Domenico  | Palestra Itália  |
| 1941 | Armando Del Debbio   | Corinthians      |
| 1942 | Armando Del Debbio   | Palmeiras        |
| 1943 | Joreca               | São Paulo        |
| 1944 | Ventura Cambón       | Palmeiras        |
| 1945 | Joreca               | São Paulo        |
| 1946 | Joreca               | São Paulo        |
| 1947 | Osvaldo Brandão      | Palmeiras        |
| 1948 | Vicente Feola        | São Paulo        |
| 1949 | Vicente Feola        | São Paulo        |
| 1950 | Ventura Cambón       | Palmeiras        |
| 1951 | Rato                 | Corinthians      |
| 1952 | Rato                 | Corinthians      |
| 1953 | Jim López            | São Paulo        |
| 1954 | Osvaldo Brandão      | Corinthians      |
| 1955 | Lula                 | Santos           |
| 1956 | Lula                 | Santos           |
| 1957 | Béla Guttmann        | São Paulo        |
| 1958 | Lula                 | Santos           |
| 1959 | Osvaldo Brandão      | Palmeiras        |
| 1960 | Lula                 | Santos           |
| 1961 | Lula                 | Santos           |
| 1962 | Lula                 | Santos           |
| 1963 | Sylvio Pirillo       | Palmeiras        |
| 1964 | Lula                 | Santos           |
| 1965 | Lula                 | Santos           |
| 1966 | Mário Travaglini     | Palmeiras        |
| 1967 | Antoninho Fernandes  | Santos           |
| 1968 | Antoninho Fernandes  | Santos           |
| 1969 | Antoninho Fernandes  | Santos           |
| 1970 | Zezé Moreira         | São Paulo        |
| 1971 | Osvaldo Brandão      | São Paulo        |
| 1972 | Osvaldo Brandão      | Palmeiras        |
| 1973 | Pepe                 | Santos           |
| 1973 | Otto Glória          | Portuguesa       |
| 1974 | Osvaldo Brandão      | Palmeiras        |
| 1975 | José Poy             | São Paulo        |
| 1976 | Dudu                 | Palmeiras        |
| 1977 | Osvaldo Brandão      | Corinthians      |
| 1978 | Chico Formiga        | Santos           |
| 1979 | Jorge Vieira         | Corinthians      |
| 1980 | Carlos Alberto Silva | São Paulo        |
| 1981 | Chico Formiga        | São Paulo        |
| 1982 | Mário Travaglini     | Corinthians      |
| 1983 | Jorge Vieira         | Corinthians      |
| 1984 | Castilho             | Santos           |
| 1985 | Cilinho              | São Paulo        |
| 1986 | Pepe                 | Inter de Limeira |
| 1987 | Cilinho              | São Paulo        |
| 1988 | Jair Pereira         | Corinthians      |
| 1989 | Carlos Alberto Silva | São Paulo        |
| 1990 | Vanderlei Luxemburgo | Bragantino       |
| 1991 | Telê Santana         | São Paulo        |
| 1992 | Telê Santana         | São Paulo        |
| 1993 | Vanderlei Luxemburgo | Palmeiras        |
| 1994 | Vanderlei Luxemburgo | Palmeiras        |
| 1995 | Eduardo Amorim       | Corinthians      |
| 1996 | Vanderlei Luxemburgo | Palmeiras        |
| 1997 | Nelsinho Baptista    | Corinthians      |
| 1998 | Nelsinho Baptista    | São Paulo        |
| 1999 | Oswaldo de Oliveira  | Corinthians      |
| 2000 | Levir Culpi          | São Paulo        |
| 2001 | Vanderlei Luxemburgo | Corinthians      |
| 2002 | Ademir Fonseca       | Ituano           |
| 2003 | Geninho              | Corinthians      |
| 2004 | Muricy Ramalho       | São Caetano      |
| 2005 | Emerson Leão         | São Paulo        |
| 2006 | Vanderlei Luxemburgo | Santos           |
| 2007 | Vanderlei Luxemburgo | Santos           |
| 2008 | Vanderlei Luxemburgo | Palmeiras        |
| 2009 | Mano Menezes         | Corinthians      |
| 2010 | Dorival Júnior       | Santos           |
| 2011 | Muricy Ramalho       | Santos           |
| 2012 | Muricy Ramalho       | Santos           |
| 2013 | Tite                 | Corinthians      |
| 2014 | Doriva               | Ituano           |
| 2015 | Marcelo Fernandes    | Santos           |
| 2016 | Dorival Júnior       | Santos           |
| 2017 | Fábio Carille        | Corinthians      |
| 2018 | Fábio Carille        | Corinthians      |
| 2019 | Fábio Carille        | Corinthians      |
| 2020 | Vanderlei Luxemburgo | Palmeiras        |
| 2021 | Hernán Crespo        | São Paulo        |
| 2022 | Abel Ferreira        | Palmeiras        |
| 2023 | Abel Ferreira        | Palmeiras        |
| 2024 | Abel Ferreira        | Palmeiras        |

## Estatísticas

### Multicampeões
| Treinador            | Títulos | Anos dos títulos                                      |
| -------------------- | ------- | ----------------------------------------------------- |
| Vanderlei Luxemburgo | 9       | 1990, 1993, 1994, 1996, 2001, 2006, 2007, 2008 e 2020 |
| Lula                 | 8       | 1955, 1956, 1958, 1960, 1961, 1962, 1964 e 1965       |
| Osvaldo Brandão      | 7       | 1947, 1954, 1959, 1971, 1972, 1974 e 1977             |
| Armando Del Debbio   | 4       | 1938, 1939, 1941 e 1942                               |
| Joreca               | 3       | 1943, 1945 e 1946                                     |
| Antoninho Fernandes  | 3       | 1967, 1968 e 1969                                     |
| Muricy Ramalho       | 3       | 2004, 2011 e 2012                                     |
| Fábio Carille        | 3       | 2017, 2018 e 2019                                     |
| Abel Ferreira        | 3       | 2022, 2023 e 2024                                     |
| Humberto Cabelli     | 2       | 1933 e 1934                                           |
| Elísio Ferreira      | 2       | 1935 e 1936                                           |
| Vicente Feola        | 2       | 1948 e 1949                                           |
| Ventura Cambón       | 2       | 1944 e 1950                                           |
| Rato                 | 2       | 1951 e 1952                                           |
| Chico Formiga        | 2       | 1978 e 1981                                           |
| Mário Travaglini     | 2       | 1966 e 1982                                           |
| Jorge Vieira         | 2       | 1979 e 1983                                           |
| Pepe                 | 2       | 1973 e 1986                                           |
| Cilinho              | 2       | 1985 e 1987                                           |
| Carlos Alberto Silva | 2       | 1980 e 1989                                           |
| Telê Santana         | 2       | 1991 e 1992                                           |
| Nelsinho Baptista    | 2       | 1997 e 1998                                           |
| Dorival Júnior       | 2       | 2010 e 2016                                           |

### Maior intervalo entre dois títulos
Considerando o primeiro e o último título conquistado por cada treinador.
| Treinador            | Títulos   | Intervalo |
| -------------------- | --------- | --------- |
| Osvaldo Brandão      | 1947–1977 | 30 anos   |
| Vanderlei Luxemburgo | 1990–2020 | 30 anos   |
| Mário Travaglini     | 1966–1982 | 16 anos   |
| Pepe                 | 1973–1986 | 13 anos   |
| Lula                 | 1955–1965 | 10 anos   |